# Сухедњов
Сухедњов (пољ. Suchedniów) је град у Пољској у Војводству Светокришком у Повјату skarżyski. Према попису становништва из 2011. у граду је живело 8.849 становника.

## Становништво
Према прелиминарним подацима са пописа, у граду је 2011. живело 8.849 становника.
| 2002. | 2011. | 2012. |
| ----- | ----- | ----- |
| 9.030 | 8.849 | 8.747 |